# Вакцинація проти COVID-19 у Гаїті
Вакцинація проти COVID-19 у Гаїті — це кампанія масової імунізації населення Гаїті проти COVID-19 під час пандемії коронавірусної хвороби. Станом на травень 2022 року в Гаїті було вакциновано близько 123 тисяч осіб, рівень вакцинації становив 1,1 %. Уряд Гаїті на той час не погодився на безкоштовну вакцину Oxford–AstraZeneca, які пропонувала прогама COVAX за підтримки ООН, через проблеми безпеки та матеріально-технічного забезпечення. Уряд США заявив, що пожертвує частину з 6 мільйонів доз вакцини для Гаїті.